# 西安七纺蛛
西安七纺蛛（学名：Heptathela xianensis）为节板蛛科七纺蛛属的动物。在中国大陆，分布于西安等地，生活习性为穴居。该物种的模式产地在西安。